# Diadelia flavovittipennis
Diadelia flavovittipennis är en skalbaggsart som beskrevs av Stefan von Breuning 1957. Diadelia flavovittipennis ingår i släktet Diadelia och familjen långhorningar.
Artens utbredningsområde är Madagaskar. Inga underarter finns listade i Catalogue of Life.